# Javier Bernardini
Javier Gastón Bernardini (Melchor Romero, Provincia de Buenos Aires, 28 de febrero de 1972) es un expiloto argentino de automovilismo de velocidad. Desarrolló su carrera deportiva íntegramente en su país destacándose en el Turismo Nacional, donde logró el subcampeonato de la Clase 3 en el año 1999.
Compitió también en otras categorías, como el Turismo Carretera, TC Pista, Top Race y Turismo Pista. En el año 2001 conquistó su galardón más importante, al coronarse campeón de TC Pista al comando de un Ford Falcon.
Se retiró de la actividad en el año 2014, pasando a desempeñarse en la dirección deportiva de distintos pilotos y equipos. Bajo su dirección, el piloto Pablo Guillermo Collazo se proclamó campeón de la Clase 3 del Turismo Pista en ese mismo año, al comando de un Volkswagen Gol. A pesar de ello, retornó de manera esporádica como piloto invitado, hasta su retiro definitivo.

## Trayectoria
| Año  | Categorías                                     | Marca                |
| ---- | ---------------------------------------------- | -------------------- |
| 1993 | Fiat 600 ATN. Campeón                          | Fiat 600             |
| 1994 | Debut en la Clase 2 del Turismo Nacional       | Volkswagen Gacel     |
| 1995 | Debut en la Clase 3 del Turismo Nacional       | Ford Escort Ghia     |
| 1996 | Clase 3 del Turismo Nacional                   | Ford Escort Ghia     |
| 1997 | Clase 3 del Turismo Nacional                   | Ford Escort Ghia     |
| 1998 | Clase 3 del Turismo Nacional                   | Ford Escort Ghia     |
| 1999 | Clase 3 del Turismo Nacional. Subcampeón       | Ford Escort Ghia     |
| 1999 | Clase 3 del Turismo Nacional. Subcampeón       | Volkswagen Gol       |
| 2000 | Clase 3 del Turismo Nacional                   | Volkswagen Gol       |
| 2001 | Debut en TC Pista. Campeón                     | Ford Falcon          |
| 2002 | Debut en Turismo Carretera, 5 carreras         | Ford Falcon          |
| 2003 | Clase 3 del Turismo Nacional, 4 carreras       | Ford Escort XR3      |
| 2004 | Turismo Carretera, 3 carreras                  | Chevrolet Chevy      |
| 2005 | Turismo Carretera, 1 carrera                   | Dodge Cherokee       |
| 2007 | Debut en Top Race V6                           | Chevrolet Vectra II  |
| 2012 | Debut en Clase 3 del Turismo Pista, 2 carreras | Volkswagen Gol       |
| 2014 | Clase 3 del Turismo Pista, 1 carrera           | Volkswagen Gol Trend |
| 2015 | Clase 3 del Turismo Pista, 1 carrera           | Renault Clio         |
| 2017 | Invitado Clase 3 del Turismo Nacional          | Citroën C4 Lounge    |

- [9]

### Trayectoria en Top Race
| Año  | Categoría   | Equipo           | Automóvil           | Posición           |
| ---- | ----------- | ---------------- | ------------------- | ------------------ |
| 2007 | Top Race V6 | Dose Competición | Chevrolet Vectra II | 46.º (3.00 puntos) |

## Palmarés
| Título     | Categorías                   | Marca          | Año  |
| ---------- | ---------------------------- | -------------- | ---- |
| Subcampeón | Clase 3 del Turismo Nacional | Volkswagen Gol | 1999 |
| Campeón    | TC Pista                     | Ford Falcon    | 2001 |